# Coloso de Barletta
El Coloso de Barletta es una estatua de bronce de un emperador romano de Oriente, de casi el triple del tamaño de una estatua normal (5,11 metros) actualmente localizada en Barletta, Italia.

## Historia
El coloso, según se decía,  fue hallado a orillas de la costa, después de que un barco veneciano se hundiera en su regreso del saqueo a la capital bizantina de Constantinopla en la Cuarta Cruzada en 1204, pero es probable que la estatua fuese enviada a Occidente mucho antes. La identidad del emperador romano en cuestión es incierta, aunque según la tradición representa a Heraclio (r. 610-641); pero esto es más bien improbable por motivos históricos. Los candidatos más probables son Teodosio II (r. 408-450), Teodosio bien pudo haberlo hecho erigir en Rávena en 439, Honorio (r. 393-423), Valentiniano I (r. 364-375), Marciano (r. 450-457), Justiniano I (r. 527-565) y especialmente León I el Tracio (r. 457-474).
Es sabido que una estatua colosal fue descubierta en 1231-1232 durante las excavaciones encargadas por el Emperador germánico Federico II en Rávena, y no es improbable que él lo hubiese transportado hacia sus tierras italianas en el sur. Sin embargo las primeras noticias sobre la estatua datan de 1309, cuando partes de sus piernas y sus brazos fueron usados por los dominicos locales para hacer campanas. Las partes que faltaban fueron rehechas en el siglo XV.

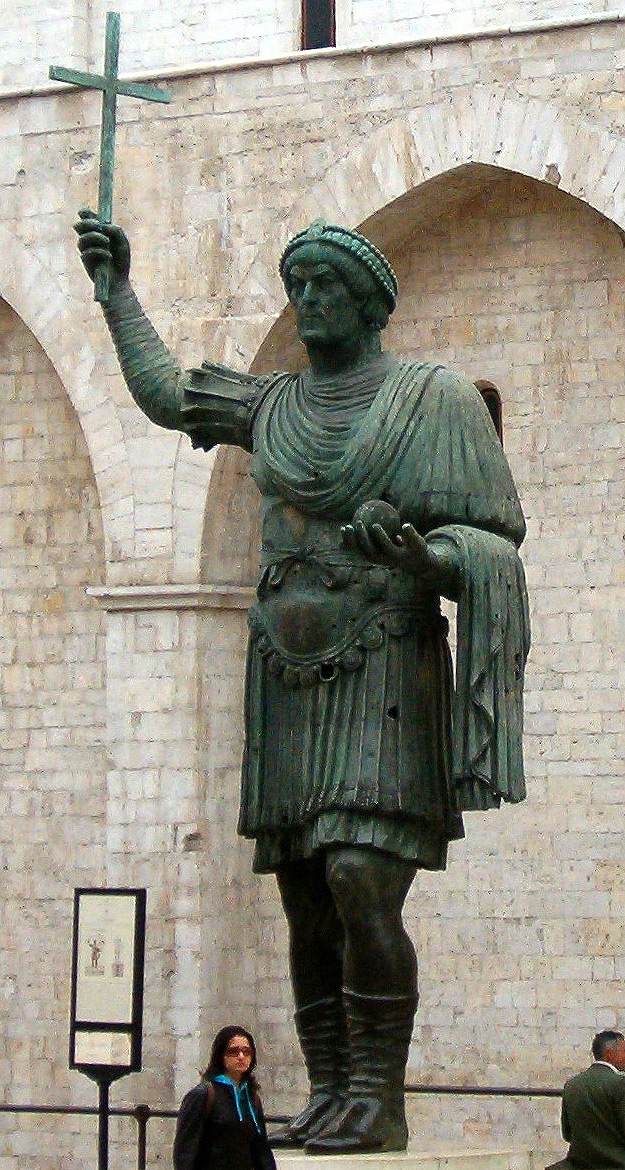
Coloso de Barletta.

La estatua, evidentemente, describe a un emperador barbado, identificable por su diadema imperial y un gesto de comandante que evoca el acto de la arenga en la proclamación de un discurso, con su brazo derecho alzando una cruz. Esta es una adición posterior, tratándose originalmente de una lanza o algún estandarte militar. El emperador lleva una coraza sobre su túnica corta. Su capa cubre parte de su brazo izquierdo en una convención de retrato que se remonta a Augusto. En su mano izquierda extendida sostiene un orbe, también añadido más tarde en lugar del original más grande. Su diadema lleva una joya gótica, similar a la usada por Elia Eudoxia, madre de Teodosio II.

## Más información
- Franklin Johnson: El Coloso de Barletta. En: Revista americana de Arqueología 29, 1925, pp. 20ss.
- Tomie Di Paola. El Gigante Misterioso de Barletta: Un italiano Folktale (Voyager Libros) (ISBN 0152563490)
- Weitzmann, Kurt, ed., Edad de espiritualidad : tardío antiguo y arte cristiano temprano, tercio a séptimo siglo, núm. 23, 1979, Museo Metropolitano de Arte, Nueva York, ISBN 9780870991790; el texto lleno disponible en línea del Museo Metropolitano de Bibliotecas de Arte